# Glee: The Music, Volume 7
Glee: The Music, Volume 7 es el decimoséptimo álbum de Glee. Que cuenta con 15 canciones. Este álbum es el segundo álbum de la temporada 3, el primer disco Glee: The Music, The Christmas Album Volume 2. Las canciones son de la primera parte de la tercera temporada - que son episodios de uno a nueve. Episodio de nueve canciones no aparecerán en este álbum porque es el episodio de la Navidad con temas, que serán presentados en un disco separado.
El álbum fue lanzado el 6 de diciembre de 2011 en América del Norte.

## Canciones
| N.º | Título                                                                                               | Escritor(es)                                                                              | Artista original | Duración |  |
| 1.  | «You Can't Stop the Beat» (con Chris Colfer, Amber Riley, Lea Michele, Cory Monteith y Kevin McHale) | Marc Shaiman, Scott Wittman                                                               | Hairspray        | 3:43     |  |
| 2.  | «It's Not Unusual» (con Darren Criss)                                                                | Gordon Mills, Les Reed                                                                    | Tom Jones        | 2:05     |  |
| 3.  | «Somewhere» (con Lea Michele y Idina Menzel)                                                         | Leonard Bernstein, Stephen Sondheim                                                       | West Side Story  | 2:51     |  |
| 4.  | «Run the World (Girls)» (con Heather Morris)                                                         | Terius Nash, Beyoncé Knowles, Wesley Pentz, David Taylor, Adidja Palmer, Nick van de Wall | Beyoncé          | 3:59     |  |
| 5.  | «Fix You» (con Matthew Morrison)                                                                     | Guy Berryman, Jonny Buckland, Will Champion, Chris Martin                                 | Coldplay         | 4:35     |  |
| 6.  | «Last Friday Night» (con Darren Criss)                                                               | Lukasz Gottwald, Katy Perry, Bonnie McKee, Max Martin                                     | Katy Perry       | 3:48     |  |
| 7.  | «Uptown Girl» (con The Warblers)                                                                     | Billy Joel                                                                                | Billy Joel       | 3:01     |  |
| 8.  | «Tonight» (con Lea Michele y Darren Criss)                                                           | Bernstein, Sondheim                                                                       | West Side Story  | 2:51     |  |
| 9.  | «Hot for Teacher» (con Mark Salling, Cory Monteith, Darren Criss y Harry Shum)                       | David Lee Roth, Alex Van Halen, Eddie Van Halen, Michael Anthony                          | Van Halen        | 4:46     |  |
| 10. | «Rumour Has It / Someone like You» (con Amber Riley, Naya Rivera y Heather Morris)                   | Adele Adkins, Ryan Tedder / Adele Adkins, Dan Wilson                                      | Adele            | 3:29     |  |
| 11. | «Girls Just Want to Have Fun» (con Cory Monteith y Kevin McHale)                                     | Robert Hazard                                                                             | Cyndi Lauper     | 2:42     |  |
| 12. | «Constant Craving» (con Naya Rivera, Idina Menzel y Chris Colfer)                                    | k.d. lang, Ben Mink                                                                       | k.d. lang        | 4:38     |  |
| 13. | «ABC» (con Jenna Ushkowitz, Harry Shum, Chris Colfer, Dianna Agron y Damian McGinty)                 | Alphonso Mizell, Freddie Perren, Deke Richards, Berry Gordy Jr.                           | The Jackson 5    | 2:54     |  |
| 14. | «Control» (con Darren Criss, Kevin McHale y Dianna Agron)                                            | Terry Lewis, James Harris III, Janet Jackson                                              | Janet Jackson    | 3:54     |  |
| 15. | «Man in the Mirror» (con Cory Monteith, Kevin McHale, Darren Criss, Harry Shum y Chord Overstreet)   | Glen Ballard, Siedah Garrett                                                              | Michael Jackson  | 4:07     |  |

| Pistas exclusivas de Target | |                                                                                           |                   |          |  |
| N.º                         | Título                                                                                               | Escritor(es)                                                                              | Artista original  | Duración |  |
| 1.                          | «You Can't Stop the Beat» (con Chris Colfer, Amber Riley, Lea Michele, Cory Monteith y Kevin McHale) | Marc Shaiman, Scott Wittman                                                               | Hairspray         | 3:43     |  |
| 2.                          | «It's Not Unusual» (con Darren Criss)                                                                | Gordon Mills, Les Reed                                                                    | Tom Jones         | 2:05     |  |
| 3.                          | «Somewhere» (con Lea Michele y Idina Menzel)                                                         | Leonard Bernstein, Stephen Sondheim                                                       | West Side Story   | 2:51     |  |
| 4.                          | «Run the World (Girls)» (con Heather Morris)                                                         | Terius Nash, Beyoncé Knowles, Wesley Pentz, David Taylor, Adidja Palmer, Nick van de Wall | Beyoncé           | 3:59     |  |
| 5.                          | «Fix You» (con Matthew Morrison)                                                                     | Guy Berryman, Jonny Buckland, Will Champion, Chris Martin                                 | Coldplay          | 4:35     |  |
| 6.                          | «Last Friday Night» (con Darren Criss)                                                               | Lukasz Gottwald, Katy Perry, Bonnie McKee, Max Martin                                     | Katy Perry        | 3:48     |  |
| 7.                          | «Take Care of Yourself» (con Damian McGinty) (pista adicional)                                       | Teddy Thompson                                                                            | Teddy Thompson    | 3:13     |  |
| 8.                          | «Uptown Girl» (con The Warblers)                                                                     | Billy Joel                                                                                | Billy Joel        | 3:01     |  |
| 9.                          | «Tonight» (con Lea Michele y Darren Criss)                                                           | Bernstein, Sondheim                                                                       | West Side Story   | 2:51     |  |
| 10.                         | «Hot for Teacher» (con Mark Salling, Cory Monteith, Darren Criss y Harry Shum)                       | David Lee Roth, Alex Van Halen, Eddie Van Halen, Michael Anthony                          | Van Halen         | 4:46     |  |
| 11.                         | «Rumour Has It / Someone like You» (con Amber Riley, Naya Rivera y Heather Morris)                   | Adele Adkins, Ryan Tedder / Adele Adkins, Dan Wilson                                      | Adele             | 3:29     |  |
| 12.                         | «Perfect» (con Chris Colfer y Darren Criss) (pista adicional)                                        | Pink, Max Martin, Shellback                                                               | P!nk              | 3:30     |  |
| 13.                         | «I'm the Only One» (con Mark Salling) (pista adicional)                                              | Melissa Etheridge                                                                         | Melissa Etheridge | 4:25     |  |
| 14.                         | «Girls Just Want to Have Fun» (con Cory Monteith y Kevin McHale)                                     | Robert Hazard                                                                             | Cyndi Lauper      | 2:42     |  |
| 15.                         | «I Kissed a Girl» (con Lea Michele y Naya Rivera) (pista adicional)                                  | Katy Perry, Lukasz Gottwald, Max Martin, Cathy Dennis                                     | Katy Perry        | 2:59     |  |
| 16.                         | «Constant Craving» (con Naya Rivera, Idina Menzel y Chris Colfer)                                    | k.d. lang, Ben Mink                                                                       | k.d. lang         | 4:38     |  |
| 17.                         | «Red Solo Cup» (con Chord Overstreet y Cory Monteith) (pista adicional)                              | Brett Beavers, Jim Beavers, Brad Warren, Brett Warren                                     | Toby Keith        | 3:41     |  |
| 18.                         | «ABC» (con Jenna Ushkowitz, Harry Shum, Chris Colfer, Dianna Agron y Damian McGinty)                 | Alphonso Mizell, Freddie Perren, Deke Richards, Berry Gordy Jr.                           | The Jackson 5     | 2:54     |  |
| 19.                         | «Control» (con Darren Criss, Kevin McHale y Dianna Agron)                                            | Terry Lewis, James Harris III, Janet Jackson                                              | Janet Jackson     | 3:54     |  |
| 20.                         | «Man in the Mirror» (con Cory Monteith, Kevin McHale, Darren Criss, Harry Shum y Chord Overstreet)   | Glen Ballard, Siedah Garrett                                                              | Michael Jackson   | 4:07     |  |

## Créditos

### Créditos de presentación
- Elenco, voces principales: Dianna Agron, Chris Colfer, Darren Criss, Damian McGinty, Kevin McHale, Lea Michele, Cory Monteith, Heather Morris, Matthew Morrison, Chord Overstreet, Amber Riley, Naya Rivera, Mark Salling, Harry Shum, Jr. y Jenna Ushkowitz
- Elenco, voces: Jane Lynch, Jayma Mays
- Voces de fondo en «Uptown Girl»: Brock Baker, Ben Bram (voces y transcripción), Alvin Chea (de Take 6), Robert Dietz (voces y edición), Luke Edgemon, Grant Gustin (voz principal, además de voces), Jon Hall, Eddie Martin, Curt Mega, Jemain Purifoy y Trevor Wesley
- Voz invitada, voz principal: Idina Menzel
- Voces adicionales: Adam Anders, Alex Anders, Nikki Anders, Kala Balch, Emily Benford, Ravaughn Brown, Kamari Copeland, Tim Davis, Storm Lee, David Loucks, Jeanette Olsson, Zac Poor, Drew Ryan Scott, Onitsha Shaw, Windy Wagner
- Productor vocal: Alex Anders
- Productores ejecutivos de la banda sonora: Dante Di Loreto, Brad Falchuk
- Productores: Adam Anders, Peer Åström, Tommy Faragher, Ryan Murphy
- Coordinador de producción: Nicole Ray
- Ejecutivo musical: Geoff Bywater
- Arreglistas: Adam Anders, Peer Åström
- Edición digital: Adam Anders, Alex Anders, Deyder Cintron
- Mezclas: Peer Åström, Tommy Faragher, John Paterno
- Coordinadores: Heather Guibert, Meaghan Lyons, Jenny Sinclair
- Director creativo: Dave Bett
- Supervisor musical: PJ Bloom
- Dirección artística: Anita Marisa Boriboon
- Diseño: Anita Marisa Boriboon

### Créditos técnicos
- Ingenieros: Peer Åström, Ed Boyer, Deyder Cintron, John Paterno, Joe Wohlmuth
- Asistentes de ingeniero: Joshua Blanchard, Steve Bone, Deyder Cintron, Fredrik Jansson, Scott Smith
- Arreglos vocales: Adam Anders, Ed Boyer, Tommy Faragher
- Contratista vocal: Tim Davis
- Masterización: Dominick Maita
- Programación: Martin Persson

Fuente: Allmusic

## Posicionamiento en lista
| Grafica (2011–2012)                | Pico de posición |
| ---------------------------------- | ---------------- |
| Australia (ARIA)                   | 18               |
| Países Bajos (Album Top 100)       | 47               |
| Irlanda (IRMA)                     | 41               |
| Mexican Albums (AMPROFON)          | 58               |
| Nueva Zelanda (Recorded Music NZ)  | 25               |
| Reino Unido (UK Albums Chart)      | 55               |
| Estados Unidos (Billboard 200)     | 9                |
| Estados Unidos (Soundtrack Albums) | 1                |